# Goobang-Nationalpark
Der Goobang-Nationalpark ist ein Nationalpark im Zentrum des australischen Bundesstaates New South Wales, 296 km nordwestlich von Sydney. Er schützt den größten verbleibenden Wald im Zentrum des Bundesstaates, wo die Inlands- und die Küstenflora von New South Wales ineinander übergehen.
Das Gebiet wurde 1817 von John Oxley Hervey Range benannt und 1897 wurde es wegen seiner Wichtigkeit als Quelle für Bauholz zum Staatsforst erklärt. 1995 kam dann die Umwidmung in einen Nationalpark.
Die wichtigsten Straßen im Park, alle unbefestigt, sind üblicherweise mit normalen Straßenfahrzeugen zu befahren. Nach längeren Regenfällen können sie aber sehr rutschig werden.